# و سپس پالی آمد
و سپس پالی آمد (به انگلیسی: Along Came Polly) فیلمی محصول سال ۲۰۰۴ و به کارگردانی جان هامبورگ است. در این فیلم بازیگرانی همچون بن استیلر، جنیفر آنیستون، دبرا مسینگ، فیلیپ سیمور هافمن، هانک آزاریا، برایان براون، الک بالدوین، میسی پایل، جسو گارسیا، میشل لی، باب دیشی، ماسای اوکا، جودا فریدلندر، کیم ویتلی و کوین هارت ایفای نقش کرده‌اند.

## خلاصه
راجع به مردی است که در ماه عسل متوجه می شود که زنش با یک مربی غواصی رابطه دارد او نمی تواند این را تحمل کند برای همین ماه عسل را فراموش می کند و به محل زندگی خود بر می گردد در این بین او پالی دوست دوران بچگی خود را ملاقات می کند...